# Choerodon robustus
Choerodon robustus е вид бодлоперка от семейство Labridae. Видът не е застрашен от изчезване.

## Разпространение и местообитание
Разпространен е в Бахрейн, Джибути, Египет, Еритрея, Йемен, Израел, Индия, Индонезия, Йордания, Ирак, Иран, Катар, Кения, Кувейт, Мавриций, Мианмар, Мозамбик, Обединени арабски емирства, Оман, Провинции в КНР, Реюнион, Саудитска Арабия, Сомалия, Судан, Тайван, Тайланд, Танзания, Филипини, Шри Ланка и Япония.
Обитава морета, заливи и рифове. Среща се на дълбочина от 22 до 110 m, при температура на водата около 21,3 °C и соленост 35,3 ‰.

## Описание
На дължина достигат до 25 cm.